# یولیدین

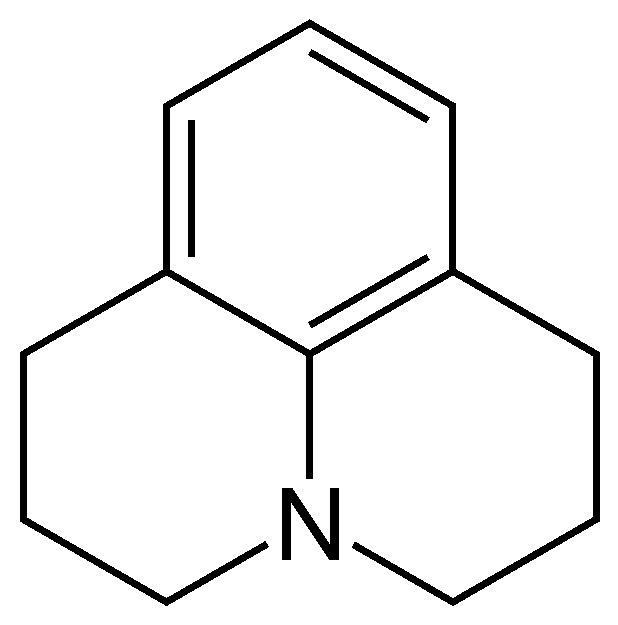
یولیدین (به انگلیسی: Julolidine) یک ترکیب شیمیایی با شناسه پاب‌کم 68069 است.